# Lepidium kawarau
Lepidium kawarau är en korsblommig växtart som beskrevs av Donald Petrie. Lepidium kawarau ingår i släktet krassingar, och familjen korsblommiga växter. Inga underarter finns listade i Catalogue of Life.